# Regering-Geens III
De regering-Geens III (3 februari 1988 - 18 oktober 1988) was de derde Vlaamse Regering (toen nog Vlaamse Executieve genoemd).
Op 3 februari 1988 benoemde de Vlaamse Raad de derde regering onder christendemocraat Gaston Geens. De regering was opnieuw een coalitie tussen CVP en PVV.

## Samenstelling
De regering-Geens III bestond uit 9 ministers (8 ministers + 1 minister-president). CVP had 6 ministers (inclusief de minister-president), PVV 3.
| Minister               | Minister | Minister                   | Bevoegdheid                                          | Termijn                           | Partij |
| ---------------------- | -------- | -------------------------- | ---------------------------------------------------- | --------------------------------- | ------ |
|                        |          | Gaston Geens (1931-2002)   | Voorzitter                                           | 3 februari 1988 - 18 oktober 1988 | CVP    |
| Economie               |          | Gaston Geens (1931-2002)   |                                                      | 3 februari 1988 - 18 oktober 1988 | CVP    |
|                        |          | Louis Waltniel (1925-2001) | Vicevoorzitter                                       | 3 februari 1988 - 18 oktober 1988 | PVV    |
| Financiën en Begroting |          | Louis Waltniel (1925-2001) |                                                      | 3 februari 1988 - 18 oktober 1988 | PVV    |
|                        |          | Jan Lenssens (1935-2006)   | Welzijn, Gezin en Volksgezondheid                    | 3 februari 1988 - 18 oktober 1988 | CVP    |
|                        |          | Theo Kelchtermans (1943)   | Tewerkstelling, Opleiding en Openbaar Ambt           | 3 februari 1988 - 18 oktober 1988 | CVP    |
|                        |          | Patrick Dewael (1955)      | Cultuur                                              | 3 februari 1988 - 18 oktober 1988 | PVV    |
|                        |          | Jos Dupré (1928-2021)      | Leefmilieu, Landinrichting en KMO-beleid             | 3 februari 1988 - 18 oktober 1988 | CVP    |
|                        |          | Hugo Weckx (1935)          | Onderwijs en Brusselse Aangelegenheden               | 3 februari 1988 - 18 oktober 1988 | CVP    |
|                        |          | Ward Beysen (1941-2005)    | Binnenlandse Aangelegenheden en Ruimtelijke Ordening | 3 februari 1988 - 18 oktober 1988 | PVV    |
|                        |          | Paul Breyne (1947)         | Huisvesting                                          | 3 februari 1988 - 18 oktober 1988 | CVP    |